# 高知中央郵便局
高知中央郵便局（こうちちゅうおうゆうびんきょく）は、高知県高知市北本町一丁目にある郵便局。民営化前の分類では集配普通郵便局だった。

## 概要
住所：〒780-8799 高知市北本町一丁目10番18号

### 併設施設
- ゆうちょ銀行高知店（松山支店高知出張所）：取扱店番号640010 - 高知県内で唯一の同行直営店舗である。
- かんぽ生命保険高知支店 - 高知県内で唯一の同社直営店舗である。
- 日本郵政中四国郵政健康管理センター高知分室

## 沿革
- 1872年9月3日（明治5年8月1日） - 高知郵便取扱所として開設[1]。
- 1873年（明治6年） - 高知郵便役所となる[1]。
- 1875年（明治8年）1月1日 - 高知郵便局（二等）となる。翌日より為替取扱を開始[1]。
- 1879年（明治12年） - 貯金取扱を開始[1]。
- 1885年（明治18年） - 電信取扱を開始[1]。
- 1887年（明治20年）6月1日 - 高知郵便電信局となる[1]。
- 1903年（明治36年）4月1日 - 通信官署官制の施行に伴い高知郵便局となる[1]。
- 1947年（昭和22年）12月11日 - 郵便局で取扱う電話通話事務を除く電話事務を高知電話局に移管[2]。
- 1955年（昭和30年）11月1日 - 朝倉郵便局[3]から集配業務を移管。
- 1958年（昭和33年）4月1日 - 電話通話および和文電報受付事務の取扱を開始。
- 1985年（昭和60年）3月18日 - 高知市本町三丁目から同市北本町一丁目に移転[4]。旧局舎は高知本町郵便局として存続するが、集配局ではなくなった。
- 1987年（昭和62年）7月1日 - 高知中央郵便局に改称。
- 1991年（平成3年）10月1日 - 外国通貨の両替および旅行小切手の売買に関する業務取扱を開始。
- 2000年（平成12年）9月25日 - 高知東郵便局の開局に伴い、集配業務の一部と地域区分業務を同局に移管[5]。
- 2006年（平成18年）9月11日 - 鏡郵便局、土佐山郵便局からそれぞれ「781-31xx」「781-32xx」区域の集配業務を移管[6]。
- 2007年（平成19年）10月1日 - 民営化に伴い、併設された郵便事業高知支店、ゆうちょ銀行高知店、かんぽ生命保険高知支店に一部業務を移管。
- 2012年（平成24年）10月1日 - 日本郵便株式会社の発足に伴い、郵便事業高知支店を高知中央郵便局に統合。
- 2018年（平成30年）2月1日 - ゆうゆう窓口の24時間営業を廃止[7]。
- 2019年（令和元年）
  - 5月27日 - 集配業務の一部を高知東郵便局に移管[8]。
  - 9月23日 - 高知南郵便局から「781-02xx」区域の集配業務を移管[9][10][11]。

## 取扱内容

### 高知中央郵便局
- 郵便、印紙、ゆうパック、内容証明
- 生命保険、バイク自賠責保険、自動車保険
- 「780-00xx」「780-08xx」「780-09xx」「780-80xx」「781-02xx」「781-31xx」「781-32xx」（高知市の一部）の集配業務
- ゆうゆう窓口

### ゆうちょ銀行高知店
- 貯金、貸付、為替、振替、振込、国際送金、外貨両替、国債、投資信託、変額年金保険 - 平日18時まで営業。
- ATM

### かんぽ生命保険高知支店
- 個人向け窓口業務は、郵便局が代理店として行う。

## 周辺
- 高知県高知警察署
- 太平洋学園高等学校

## アクセス
- JR土讃線高知駅から徒歩約6分
- とさでん交通駅前線 高知駅前停留場から徒歩約5分
- とさでん交通、県交北部交通高知駅前バス停下車
- 高知自動車道 高知ICから南西へ約3km
- 駐車場あり：18台